# Acrogenospora subprolata
Acrogenospora subprolata är en svampart som beskrevs av Goh, K.D. Hyde & K.M. Tsui 1998. Acrogenospora subprolata ingår i släktet Acrogenospora och familjen Hysteriaceae.   Inga underarter finns listade i Catalogue of Life.